# Шоуто започва
„Шоуто започва“ (на английски: Showtime) е американски екшън комедия от 2002 година на режисьора Том Дей. Във филма участват Робърт Де Ниро, Еди Мърфи, Рене Русо, Франки Фейсън и Уилям Шатнър. Филмът е пуснат в Съединените щати на 15 март 2002 г.

## Актьорски състав
| Актьор             | Роля                          |
| ------------------ | ----------------------------- |
| Робърт Де Ниро     | Детектив Мич Престън          |
| Еди Мърфи          | Полицай Трей Селърс           |
| Рене Русо          | Чейс Рензи                    |
| Франки Фейсън      | Капитан Уиншир                |
| Педро Дамян        | Цезар Варгас                  |
| Дрена Де Ниро      | Ани                           |
| Уилям Шатнър       | Себе си                       |
| Мос Деф            | Лейзи Бой                     |
| Питър Джейкъбсън   | Брад Слокъм                   |
| Кадийм Хардисън    | Кайл                          |
| Нестър Серано      | Рей                           |
| Ти Джей Крос       | Ре-Рън                        |
| Джеймс Родей       | Операторът на „Шоуто започва“ |
| Рейчъл Харис       | Учителката                    |
| Алекс Борстайн     | Кастинг режисьор              |
| Маршъл Манеш       | Собственик на магазин         |
| Джони Кокран       | Адвокатът на Ре-Рън           |
| Джой Брайънт       | Лекси                         |
| Морис Компте       | Чили                          |
| Фрийз Лъв          | Фрийз                         |
| Мерлин Сантана     | Хектор                        |
| Джулиън Дълс Вида  | Джей Джей                     |
| Джуда Фридлендер   | Хулио                         |
| Анджела Алварадо   | Джина Рийс                    |
| Лари Джо Кемпбъл   | Ченгето от съблекалнята       |
| Кен Хъдсън Кемпбъл | Мъжът от фитнеса              |
| Хенри Кинги        | Боклукчията                   |

## Саундтрак
Списък с песни
1. „Caramel“ – изпълнява Алиъс Проджект [3:27]
2. „Why“ – изпълнява Руд [3:33]
3. „Mr. Lover“ – изпълнява Шаги [3:55]
4. „My Bad“ – изпълнява Рейвън [3:29]
5. „Lie Till I Die“ – изпълнява Марша Морисън [4:52]
6. „Man Ah Bad Man“ – изпълнява T.O.K. [2:54]
7. „Money Jane“ – изпълнява Бейби Блус Саундкрю [4:19]
8. „Your Eyes“ – изпълнява Рик Рок [4:00]
9. „Fly Away“ – изпълнява Гордън Дюкс [4:00]
10. „Swingin'“ – изпълнява Шаги [3:10]
11. „Get the Cash“ – изпълнява Хаузинг [3:45]
12. „Still the One“ – изпълнява Принц Мидас [3:25]
13. „Showtime“ – изпълнява Шаги [4:31]

## В България
В България филмът е пуснат по кината на 3 май 2002 г. от Александра Филмс.
На 23 октомври 2002 г. е издаден на VHS и DVD от Александра Видео.
През 2007 г. се излъчва за първи път по Нова телевизия.
На 5 февруари 2012 г. е излъчен по bTV.

### Български дублаж
| Озвучаващи артисти  | Елена Русалиева Радена Вълканова Александър Воронов Христо Чешмеджиев Димитър Иванчев Симеон Владов |
| Преводач            | Соня Иванова                                                                                        |
| Тонрежисьор         | Стефан Македонски                                                                                   |
| Режисьор на дублажа | Чавдар Монов                                                                                        |